# 腓力三世 (马其顿)
腓力三世（希臘語： Φίλιππος Αρριδαίος；約公元前359年—前317年12月25日），馬其頓王國國王（前323年－前317年），是國王腓力二世與拉里薩的菲莉涅（據說是色薩利的一個舞者）所生的兒子、亞歷山大大帝同父異母的哥哥。出世時名為阿里達烏斯，登基後取名腓力。 
阿里達烏斯很明顯地是有智力障礙的。根據普魯塔克的記載，他在腓力二世的妻子奧林匹亞絲王后企圖下毒後便變成弱智及癲癇；奧林匹亞絲是要消除她兒子亞歷山大的潛在競爭者。這些可能只是一些惡意的傳聞，因為並無證據顯示奧林匹亞絲與這個丈夫與前妻所生的孩子的病況有關。亞歷山大非常喜歡阿里達烏斯，也帶他一起，為了保護他，也為避免他成為政治人質，而威脅到自己的王位。當亞歷山大死於巴比倫後，他被亞歷山大的亞洲將領立為國王。但他只是一個有名無實的國王，及一個又一個實力軍人手上的人質。
月球上的阿里達烏斯隕石坑就是以他命名。

## 生平

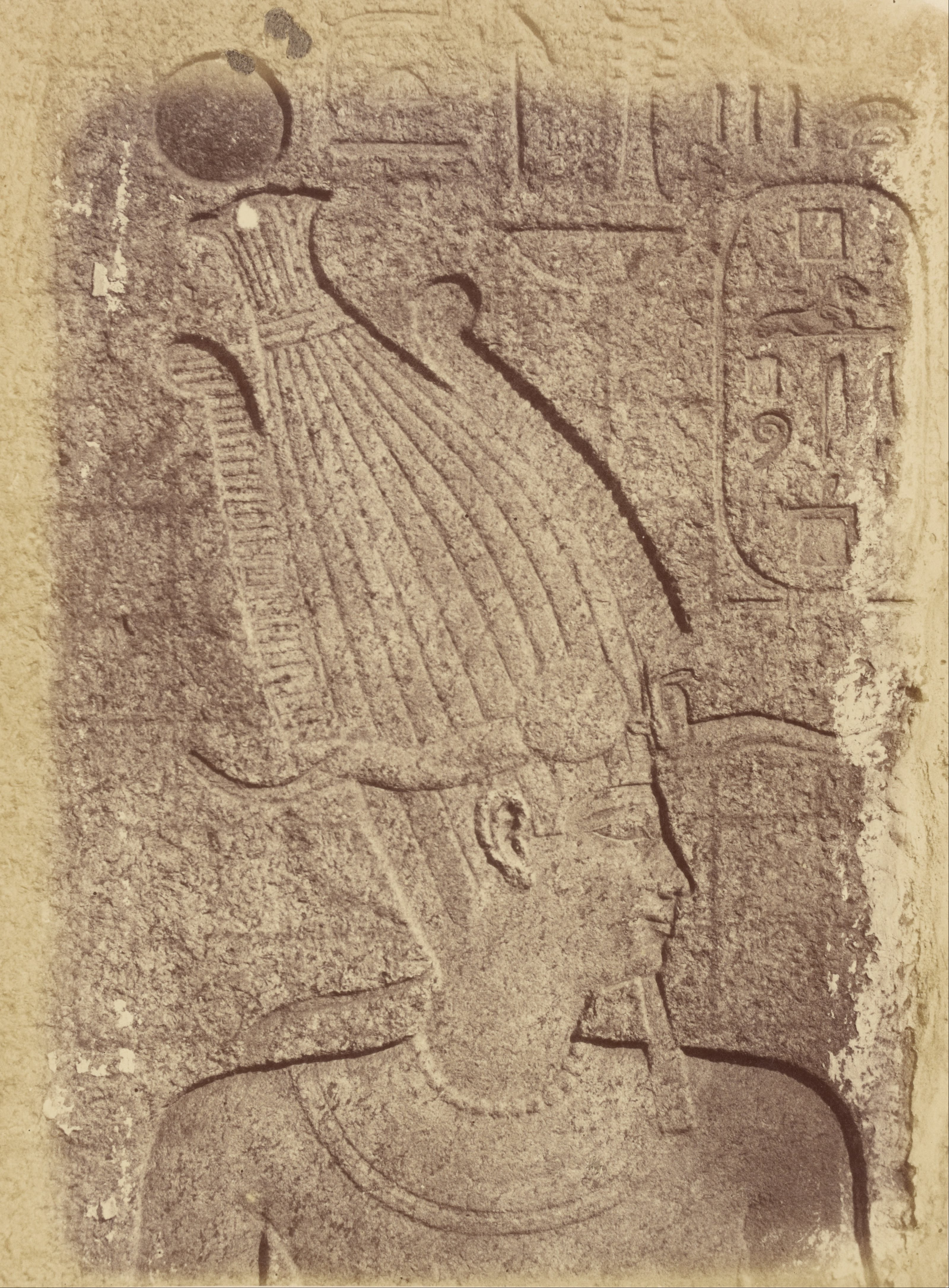
卡納克神廟浮雕上作爲法老的腓力三世

阿里達烏斯雖然年紀相若，但從未成為弟弟亞歷山大繼承王位的威脅；前337年當卡里亚總督為女兒向腓力提親，腓力建議由阿里達烏斯當新郎，謹慎的亞歷山大從中作梗而激怒父親時，阿里達烏斯依然不構成威脅。我們並不清楚在亞歷山大掌政時，他到底在哪裡，只知道在那十三年間（前336年–前323年）並沒有與他有關的內戰或軍事行動。
前323年6月11日亞歷山大死時，阿里达乌斯也身在巴比倫。一場繼承權危機出現：阿里達烏斯是最明顯的王位繼承人，但他的心智卻不適合當統治者。夥友騎兵統領佩爾狄卡斯與方陣指揮官墨勒阿革洛斯出現分歧：佩爾狄卡斯要求等待亞歷山大懷孕的妻子蘿珊娜把亞歷山大遺腹子生下，倘若是男嬰就繼位為王，墨勒阿革洛斯却認為阿里達烏斯是最親密的近親，應該即刻登上大寶。最後各派系達成協議：阿里達烏斯稱王，是為腓力三世。若蘿珊娜生下的是個男嬰，該男嬰也登基與腓力共治。蘿珊娜果然誕下男嬰，起名為亞歷山大四世。腓力三世在位却無實權；統治權归于新攝政王佩爾狄卡斯。
腓力三世被扶為君的消息傳到馬其頓時，腓力三世的姊妹庫娜涅出發到亞洲，向腓力三世提親，庫娜涅建議將其愛女歐律狄刻嫁予腓力三世（相當於舅舅與外甥女聯姻）。她這一著，置攝政王佩爾狄卡斯於不顧，顯然冒犯了佩爾狄卡斯。佩爾狄卡斯派遣自己的兄弟阿爾塞塔斯殺死了庫娜涅，意圖制止這段婚姻，但各部隊中對這次謀殺的反應是，要求佩爾狄卡斯承認婚禮。從這一刻起，腓力三世便被他這個驕傲、果斷而且要挽回丈夫實權的新娘子所擺佈。
當第一次繼業者之戰導致佩爾狄卡斯死亡，各繼業者間需要一個新的安排，協議於前320年在敍利亞特里帕拉迪蘇斯達成時，歐律狄刻的機會來臨了。歐律狄刻老練地拒絕了兩名被委任的攝政王培松與阿里達烏斯（一個與國王同名的將領），但力量却不足以阻止強大的安提帕特；安提帕特當上攝政王後，腓力三世伉儷被迫跟隨安提帕特到馬其頓。
翌年，攝政王安提帕特逝世。安提帕特所指定的繼承人是他的好友波利伯孔，但安提帕特之子卡山德不願接受父親的這個決定，因而觸發了第二次繼業者之戰。歐律狄刻再一次看見腓力親政的機會。機會在前317年卡山德將波利伯孔驅趕出馬其頓時出現：歐律狄刻馬上與卡山德結盟並讓丈夫提名卡山德當攝政王，卡山德則讓她在自己出征希臘時全權控制整個國家作為回報。
同年（前317年），波利伯孔與奧林匹亞絲聯同伊庇魯斯摩羅西亞國王埃阿喀得斯（皮洛士之父）攻佔馬其頓，因奥林匹亞斯帶同亞歷山大四世同行，馬其頓部隊拒絕與亞歷山大的兒子作戰，馬其頓不攻而破。腓力與歐律狄刻唯有逃亡，但在安菲波利斯（Amphipolis）被擒獲並關押。奥林匹亞斯旋即明瞭到腓力的生存對她實在太危險了，因她眾多的敵人視腓力為對付自己有效工具。因此，她在前317年12月25日處決了腓力，而歐律狄刻則賜死。 
翌年，當卡山德再次征服馬其頓及替腓力復仇處決了奥林匹亞斯後，他為腓力及歐律狄刻以最高榮譽舉行國葬，及將他們葬在埃迦伊（現今希臘北部一個小鎮Vergina）。